# Олів'є Беретта
Олів'є Беретта (фр. Olivier Beretta, 23 листопада 1969, Монте-Карло) — монегаскський автогонщик, учасник чемпіонату світу з автоперегонів у класі Формула-1.

## Біографія
У 1990-91 роках брав участь у французькій «Формулі-3», виграв одну гонку. У 1993 році став шостим в міжнародній «Формулі-3000» з однією перемогою в сезоні, наступного року брав участь у чемпіонаті світу «Формули-1» в команді «Ляррусс», очок не набрав. Після Гран-прі Угорщини був замінений на Філіппа Альо. У 1995-96 роках брав участь тільки в гонці «24 години Ле-Мана», а з 1997 року стартував у чемпіонаті «FIA GT», в якому двічі ставав чемпіоном у 1998–1999 роках на автомобілі «Крайслер-Вайпер». З 1999 року стартує також в чемпіонаті «ALMS», де неодноразово бул чемпіоном у класі GT1 (в 1999–2000 роках на автомобілі «Крайслер-Вайпер» і в 2005–2007 роках на автомобілі «Шевроле-Корвет C6» з напарником Олівером Гевіном). Також п'ять разів ставав найкращим у своєму класі в гонці «24 години Ле-Мана».

## Результати гонок у Формулі-1
| Рік  | Команда              | Шасі           | Двигун  | 1        | 2        | 3        | 4     | 5        | 6        | 7        | 8      | 9     | 10    | 11  | 12  | 13  | 14  | 15  | 16  | Місце | Очки |
| ---- | -------------------- | -------------- | ------- | -------- | -------- | -------- | ----- | -------- | -------- | -------- | ------ | ----- | ----- | --- | --- | --- | --- | --- | --- | ----- | ---- |
| 1994 | Tourtel Larrousse F1 | Larrousse LH94 | Ford V8 | БРА Схід | ТИХ Схід | СМР Схід | МОН 8 | ІСП Схід | КАН Схід | ФРА Схід | ВЕЛ 14 | НІМ 7 | УГО 9 | БЕЛ | ІТА | ПОР | ЄВР | ЯПО | АВС | — ! 0 |      |